# Cromwell (Nowa Zelandia)
Cromwell – miasto w Nowej Zelandii. Położone w południowej części Wyspy Południowej, w regionie Otago, 4290 mieszkańców. (dane szacunkowe – styczeń 2010).